# Catedral de Santa Sofía (Veliki Nóvgorod)
La catedral de Santa Sofía de Nóvgorod (La sagrada sabiduría de Dios) fue construida de 1045 a 1052 y es la catedral más antigua de toda Rusia. Como parte del centro histórico de la ciudad de Nóvgorod, fue declarada Patrimonio de la Humanidad por la Unesco en 1992.

## Historia
La catedral de cinco cúpulas de piedra fue construida por Vladímir de Nóvgorod en honor a su padre, Yaroslav I el Sabio, como un signo de gratitud de los novgorenses por su ayuda en el conflicto de Yaroslav en la Rus de Kiev. Ésta reemplazó a una iglesia más vieja y de madera de trece cúpulas construida en 989 por el obispo Joaquín Korsúnianin, que se quemó. Fue consagrada por el segundo obispo de Nóvgorod, Lucas Zhidiata, el 14 de septiembre de 1052.
Las cúpulas obtuvieron su forma de casco en la década de 1150, cuando fue restaurada de un incendio. El interior fue pintado en los siglos XI y XII, pero los frescos son difíciles de ver a consecuencia de los frecuentes incendios. En los años 1860, partes del interior fueron repintadas y la mayor parte de los frescos actuales son de los años 1890.
Del siglo XII al siglo XV, la catedral fue el centro espiritual y ceremonial de la república de Nóvgorod.
Durante la ocupación nazi de Nóvgorod, el Kremlin fue dañado gravemente a causa de las guerra y la destrucción nazi. Aun así, la catedral sobrevivió. La gran cruz en el domo principal fue retirada por soldados españoles de la División Azul del Ejército Alemán, durante la Segunda Guerra Mundial[cita requerida]. Durante sesenta años estuvo confinada en el Museo de la academia militar de ingeniería de Madrid, hasta que fue descubierta por los hermanos españoles Miguel Ángel y Fernando Garrido Polonio, quienes instaron a su devolución. El 16 de noviembre de 2004 fue oficialmente devuelta por el Ministro de Defensa español, José Bono a la Iglesia ortodoxa rusa. La cruz fue entregada a la catedral de Novgorod el 9 de diciembre de 2004 por los hermanos Garrido Polonio y se exhibe actualmente en el interior de la Catedral, habiéndose colocado en lo alto de la cúpula una reproducción.